# Skazany na śmierć
Skazany na śmierć (oryg. ang. Prison Break) – serial telewizyjny z premierą w telewizji Fox. Pierwotnie planowano 13 odcinków pierwszej serii, lecz w związku z sukcesem serialu zdecydowano się zwiększyć ich liczbę do 22. Cały serial liczy 90 odcinków. W Polsce rozpoczęto emisję 28 stycznia 2007 w telewizji Polsat. Stworzony przez Paula Scheuringa serial produkowany jest przez Adelstein-Parouse Productions we współpracy z Original Television i 20th Century Fox Television. Aktualnymi producentami są Paul Scheuring, Matt Olmstead, Dawn Parouse, Marty Adelstein, Neal Moritz i Brett Ratner. Temat muzyczny, stworzony przez Ramina Djawadiego, został nominowany do nagrody Primetime Emmy Award w 2006.
Telewizja FOX ogłosiła 13 stycznia 2009 r., że czwarty sezon Skazanego na śmierć będzie ostatnim – finałowy odcinek został wyświetlony 15 maja 2009 r. Natomiast 24 maja w telewizji Sky1 zostały wyświetlone dwa dodatkowe odcinki. Zaprzestanie realizacji tłumaczone jest wyczerpaniem formuły serialu.
Po sześciu latach od finału ostatniego sezonu stacja Fox ogłosiła wiadomość o powstaniu nowego – piątego sezonu Skazanego na śmierć. Zdjęcia do serialu rozpoczęły się 7 kwietnia, a Prison Break wrócił na ekrany 4 kwietnia 2017 roku (premiera w USA). Polska premiera miała miejsce 10 dni później na antenie Canal+.
Nowy sezon „Skazanego na śmierć” liczy dziewięć odcinków. W nowym sezonie jeszcze raz zobaczymy oryginalną obsadę: Wentwortha Millera (Michael), Dominica Purcella (Lincoln), Sarah Wayne Callies (Sara), Amaury’ego Nolasco (Sucre), Roberta Kneppera (T-Bag), Rockmonda Dunbara (C-Note) oraz Paula Adelsteina (Kellerman). Jak zapowiedziała dyrektor telewizji Fox, która emitować będzie serial i jest jego producentem, w Prison Break 5 „zobaczymy bohaterów po kilku latach od wydarzeń z ostatniego sezonu. Myślę, że to, co zaproponował twórca, Paul Scheuring, jest logicznym poprowadzeniem fabuły”.

## Produkcja

### Pomysł
Oryginalny zamysł Skazanego na śmierć – człowieka, który wysyła siebie do więzienia w celu uwolnienia kogoś – zasugerował Paulowi Scheuringowi producent Dawn Parouse, który chciał stworzyć serial akcji. Chociaż Scheuring uznał to za dobry pomysł, początkowo zastanawiał się, dlaczego ktoś miałby ryzykować wykonywaniem takiej misji i jak można zrobić z tego serial, który będzie oglądalny. Stworzył wtedy historię brata, który został niesłusznie oskarżony. Rozpoczął prace nad utworzeniem fabuły filmu i wykreowaniem postaci. W 2003 roku pokazał ideę Fox Broadcasting Company, lecz został odesłany, ponieważ Fox nie sądził, że serial w takiej formie będzie chętnie oglądany. Po spotkaniu z Fox Scheuring pokazał pomysł innym kanałom, które również go nie przyjęły, mówiąc, że projekt nadawał się bardziej na film niż serial. Później forma serialu miała zostać zmieniona na trzynastoodcinkowy miniserial. Miniserial nigdy nie został rozpoczęty, ponieważ Steven Spielberg – którego uwagę właśnie taka forma serialu przykuła – zajął się pracą nad Wojną światów.
Z powodu dużej popularności seriali nadawanych w czasie największej oglądalności, takich jak Zagubieni czy 24 godziny, Fox Network zmieniło zdanie i rozpoczęło produkcję Skazanego na śmierć w 2004 roku. Odcinek pilotażowy został nakręcony rok po tym, jak Scheuring napisał scenariusz. Pięć miesięcy później rozpoczęto nadawanie serialu.

### Casting
W odcinku premierowym przedstawionych zostało osiem głównych ról, obsadzonych przez czołówkę aktorów. Casting do roli Michaela Scofielda, jednego z głównych bohaterów, rozpoczął się kilka tygodni przed rozpoczęciem produkcji. W wywiadzie Paul Scheuring powiedział, że większość aktorów starających się o rolę „odgrywała ją tajemniczo, lecz po pewnym czasie stawało się to kiepskie i fałszywe”. Na tydzień przed rozpoczęciem produkcji do castingu zgłosił się Wentworth Miller i zaimponował występem Scheuringowi. Następnego dnia był już na liście płac.
Dominic Purcell został wybrany trzy dni przed rozpoczęciem produkcji i był ostatnim aktorem, który trafił na listę płac. Purcell brał udział w castingu do roli Lincolna Burrowsa, skazańca i brata Michaela Scofielda, gdy miał już rolę Tommy’ego Ravetto w serialu Gorące Hawaje. Podczas pracy przy John Doe Purcell miał dobre stosunki z siecią Fox, więc wysłano mu scenariusz odcinka pilotażowego. Początkowo Scheuring sądził, że Purcell jest „zbytnim ładnisiem”, gdy wszedł na przesłuchanie w wystylizowanych włosach i opaleniźnie. Jednak to właśnie Purcell dostał się do serialu i w pierwszym dniu kręcenia pojawił się na planie z ogoloną głową, co w tym momencie zdumiało Scheuringa z powodu podobieństwa dwóch głównych aktorów do siebie.
Po otrzymaniu scenariusza odcinka przedpilotażowego Amaury Nolasco pomyślał: „to jeden z tych nieudanych odcinków pilotażowych, których stacja tak naprawdę nie chce”, ponieważ produkcja większości odcinków już w tym czasie się zaczynała. Mówiąc, że nie chciał czytać scenariusza, Nolasco zaskoczyła jego jakość. Przed swoim ostatnim przesłuchaniem do roli Fernando Sucre, Nolasco zrobił się nerwowy, a nerwowość jeszcze wzrosła, gdy Paul Scheuring powiedział mu, że jest faworytem do tej roli.
Po przeczytaniu scenariusza odcinka pilotażowego Wade Williams początkowo nie chciał wykonywać roli Brada Bellicka, ponieważ postać była „okropna i podła”. Jego wstręt wziął się z tego, że był ojcem czteroletniej dziewczynki. Jednak jego menedżer przekonał go do wzięcia udziału w castingu i Williams znalazł się na liście.
Pierwszą aktorką, którą producenci zobaczyli podczas przesłuchania do roli Sary Tancredi, była Sarah Wayne Callies i została pierwszą przyjętą osobą w castingu do głównych ról serialu. Po ostatnim castingu w siedzibie 20th Century Fox, Callies wyszła na zewnątrz, gdzie okazało się, że kluczyki do samochodu zostawiła w stacyjce, a samochód był zamknięty. W czasie gdy czekała, aż przyjedzie pomoc drogowa, odebrała telefon od agenta, który powiedział jej, że została wybrana do roli w serialu.
Pozostała początkowa lista płac została uzupełniona o Robin Tunney, Marshalla Allmana i Petera Stormare, którzy zostali przydzieleni do ról Veronici Donovan, L.J. Burrowsa i Johna Abruzziego.

### Motyw muzyczny
Temat muzyczny i cała muzyka serialu są tworzone przez Ramina Djawadi. We Francji w czołówce serialu w sieci M6 zamiast tego tematu używany jest utwór rapera Faf Larage, „Pas Le Temps”, co zwiększyło oglądalność i pomogło w tłumaczeniu serialu. Podobnie jest w Niemczech i Belgii, gdzie zamiast utworu przewodniego używane są – odpowiednio – utwory „Prison Break Anthem (Ich glaub’ an dich)” (Azad i Adel Tawil) oraz „Prison Break Anthem” (Kaye Styles).

### Historia nadawania
Seria pierwsza rozpoczęła się w sieci Fox Network 29 sierpnia 2005 o 21:00 ET (3:00 30 sierpnia czasu polskiego), po czym nastąpiła przerwa od 28 listopada 2005, by powrócić na antenę 20 marca 2006, kiedy to przeniesiono ją na godzinę 20:00 ET. Pierwsza seria została zakończona 15 maja 2006. W Polsce była nadawana od 28 stycznia 2007 do 4 czerwca 2007 w telewizji Polsat. Druga seria była nadawana w Stanach Zjednoczonych od 21 sierpnia 2006 do 2 kwietnia 2007. W Polsce nadawana jest od 9 września 2007. 17 minut pierwszego odcinka trzeciej serii telewizja Fox udostępniła w Internecie 24 sierpnia 2007. Nadawanie trzeciej serii rozpoczęto w telewizji Fox 17 września 2007. Ostatni, 13. epizod 3. sezonu wyemitowano 28 lutego 2008. W Polsce emisję 3. serii rozpoczęto w Polsacie 7 września 2008, a ostatni epizod nadano 30 listopada 2008. Premiera 4. sezonu w telewizji FOX miała miejsce 1 września 2008, a ostatnie dwa odcinki („Rate of Exchange” oraz „Killing Your Number”) zostały wyemitowane 15 maja 2009. Emisja 4. serii w Polsce rozpoczęła się 6 września 2009 roku. Telewizja Polsat w odcinku emitowanym 29 listopada 2009 poinformowała, że kolejne odcinki 4. serii będzie można ujrzeć dopiero w marcu 2010, przez co cała 4. seria została podzielona na dwa sezony.

### Miejsce kręcenia zdjęć
Większa część pierwszej serii Skazanego na śmierć była kręcona w więzieniu Joliet w stanie Illinois. Po zamknięciu w 2002 roku, zostało ono zaadaptowane w 2005 roku na potrzeby serialu Skazany na śmierć, jako Fox River State Penitentiary, czyli Więzienie Stanowe Fox River. Właśnie tam kręcono sceny z celi Lincolna, szpitala i podwórza więziennego. W celi Lincolna przetrzymywany był kiedyś John Wayne Gacy. Większość obsady serialu odmawia obecnie wchodzenia do niej, mówiąc, że jest nawiedzona. Cele zamieszkiwane przez postacie serialu zostały umieszczone w trzech specjalnie wybudowanych kondygnacjach, podczas gdy pierwotnie rozmieszczone były w więzieniu Joliet w dwóch kondygnacjach, a także były mniejsze. Zewnętrzne ujęcia kręcono w Chicago, Woodstock i Joliet w stanie Illinois. Inne miejsca to lotnisko O’Hare w Chicago, a także Toronto, Ontario w Kanadzie. Każdy odcinek Skazanego na śmierć, kręcony w Illinois, kosztował około 2 mln dolarów, co wynosi razem 24 mln dolarów w roku 2005.
Kręcenie drugiej serii Skazanego na śmierć rozpoczęło się 15 czerwca 2006 roku w Dallas w stanie Teksas, ze względu na bliskość terenów rolniczych i miejskich. Miejsca zdjęć znajdują się w odległości około pół godziny drogi od Dallas, są to między innymi Little Elm, Decatur i Mineral Wells. Reprezentowały one różne typy miasteczek amerykańskich. Nakręcenie każdego odcinka zajmowało osiem dni, a jego koszt wynosił około 1,4 mln dolarów. Koszt zdjęć w Dallas i okolicy wyniósł ponad 50 mln dolarów.

## Fabuła
|  |

### Seria 1
Serial opowiada o losach więźniów więzienia stanowego Fox River. Lincoln Burrows, główny bohater, zostaje skazany na śmierć za zbrodnię, której nie popełnił. Jego młodszy brat, inżynier Michael Scofield, dowiadując się o niewinności brata, postanawia go uratować. Kilka lat przed tym wydarzeniem jego firma brała udział w przebudowie więzienia. Gdy dowiaduje się, że jego brat spędzi ostatnie chwile w zakładzie karnym, który on sam zna jak własną kieszeń, uświadamia sobie, że jego plan wydostania Lincolna z więzienia staje się coraz bardziej realny. Pokrywa swoje ciało tatuażem, na którym starannie ukrywa plan więzienia Fox River. Dopracowuje każdy szczegół i zapoznaje się z historią wielu więźniów, mając nadzieję, że uda mu się zwerbować do ucieczki tych najbardziej przydatnych.
Scofield napada na bank, by celowo dać się ująć. Zostaje skazany na 5 lat w więzieniu Fox River, gdzie jego brat czeka na wykonanie wyroku. Z chwilą wejścia przez mury budynku zaczyna powoli realizować swój skomplikowany plan ucieczki, stopniowo dodając nowo poznanych więźniów do swojej ekipy. Rozkochuje w sobie także panią doktor Sarę Tancredi, a pomagając w budowie prezentu rocznicowego, zyskuje szacunek u naczelnika więzienia – Henry’ego Pope’a.
Tymczasem była dziewczyna Lincolna i zarazem jego adwokat, Veronica Donovan, stara się uratować swojego klienta przed śmiercią. Okazuje się jednak, że Lincoln został starannie wybrany do roli mordercy brata pani wiceprezydent USA Caroline Reynolds. Wszystko okazuje się bardzo sprytnie zaplanowane – zarówno potrzebne dowody, jak i ludzie mogący pomóc w rozwiązaniu tej sprawy, niespodziewanie znikają. Z pomocą przychodzi Nick Savrinn z „Project Justice” – programu pomocy skazanym na śmierć. Razem udaje im się zdobyć więcej informacji, jednak opór ze strony władz niszczy wszelkie nadzieje na ratunek dla niewinnego Lincolna Burrowsa. Tymczasem Paul Kellerman, agent tajnych służb rządowych, zabija coraz więcej „niewygodnych” dla władzy osób, doprowadzając do oskarżenia o morderstwo m.in. syna Lincolna, L.J.-a.

### Seria 2
Akcja drugiej serii rozpoczyna się po ucieczce z więzienia i opisuje losy uciekinierów. Wprowadzone zostają nowe postacie, między innymi agent FBI Alexander Mahone, którego zadaniem jest znaleźć i pojmać zbiegów. Jednak Mahone pracuje dla „Firmy” i, gdy udaje mu się złapać Davida Apolskisa, zabija go. Uciekinierzy wkrótce rozdzielają się i każdy stara się zrealizować swój osobisty cel, podróżując po różnych miejscach w Stanach Zjednoczonych, a także w Meksyku i Panamie. Zbiegowie podczas ucieczki chcą dotrzeć do miejsca wskazanego przez Charlesa Westmorelanda – czyli tam, gdzie zakopał 5 milionów dolarów. Usiłując dotrzeć do pieniędzy, więźniowie unikają organów ścigania, które nieustannie są na ich tropie. Druga seria rozwija także elementy fabuły związane z istnieniem konspiracyjnej „Firmy”, chociaż większość z nich wydaje się zostać zamknięta wraz z zakończeniem serii. Pod koniec tej serii Lincoln Burrows zostaje jednak oczyszczony ze wszystkich zarzutów i wygląda to na szczęśliwy koniec, dopóki Michael Scofield nie trafia do więzienia SONA w Panamie.

### Seria 3
W większości akcja trzeciej serii serialu toczy się w Panamie – w niebezpiecznym więzieniu Sona, w którym przebywają jako więźniowie Michael Scofield, były strażnik z Fox River – Brad Bellick, Alexander Mahone i wkrótce także Theodore „T-Bag” Bagwell (niebezpieczny psychopata i jeden z „Ósemki z Fox River”) – oraz poza więzieniem, na wolności, gdzie znajdują się Lincoln Burrows i Fernando Sucre. Pojawiają się także nowi bohaterowie: król narkotykowego półświatka, a obecnie nieformalny „władca” Sony – Norman „Lechero” St. John, niebezpieczna agentka Firmy – Gretchen Morgan, skazany za zabicie syna burmistrza Panamy – James Whistler oraz jego dziewczyna – Sofia Lugo.
Lincoln niespodziewanie dowiaduje się, że jego syn – L.J. i dziewczyna Michaela – Sara Tancredi zostali porwani przez ludzi Firmy. Firma uwolni ich, jeśli Lincoln i Michael pomogą uciec z Sony Whistlerowi – człowiekowi, który posiada pewną bardzo ważną dla Firmy rzecz. Poczynania Lincolna ma śledzić agentka Gretchen Morgan. Wkrótce pomoc Lincowi oferuje dawny przyjaciel z Fox River – Sucre, a także piękna dziewczyna Whistlera – Sofia. Tymczasem w więzieniu Michael musi zmagać się z wieloma problemami, jak np. gladiatorskie walki na śmierć i życie, bunt więźniów z powodu braku wody czy zamieszki mające na celu obalenie władzy Lechero. Zmieniają się jednak jego relacje z dawnymi wrogami – Mahone chce uciec z nim z więzienia, pomaga mu nawet wygrać niebezpieczną walkę z jednym z więźniów, a Bellick, znajdujący się na samym dnie hierarchii więziennej, robi wszystko, by zdobyć odrobinę jedzenia i wolność. Tymczasem T-Bag wkupia się w łaski Lechero i zostaje jednym z jego zaufanych ludzi, czym budzi niechęć Sammy’ego – króla więziennych pojedynków.
Lincoln próbuje na własną rękę odbić syna i Sarę z rąk Firmy. Gdy mu się to nie udaje, Firma przysyła mu w pudle głowę Sary. Nadal jednak w rękach Firmy pozostaje L.J.
Ostatecznie, po kilku próbach ucieczki i stłumieniu więziennych zamieszek (w których ginie Sammy i kilku innych buntowników), do ostatecznej próby przygotowują się Michael, Whistler, Bellick, Lechero (który stracił autorytet władcy Sony), T-Bag, Mahone, a także McGrady – nastolatek, który wielokrotnie pomagał Michaelowi w realizacji planu ucieczki. Przy pomocy ludzi z zewnątrz – Lincolna, Sofii, Sucre (który w tym celu przyjął pracę grabarza w Sonie) i ojca McGrady’ego – z więzienia ostatecznie uciekają tylko Scofield, Mahone, McGrady i Whistler. Za swoją pychę zostają ukarani Lechero, T-Bag i Bellick, którzy zostają złapani przy próbie ucieczki. Lechero zostaje postrzelony i kilka godzin później umiera. T-Bag natomiast znajduje cenną dla Firmy książeczkę Whistlera. Wkrótce aresztowany zostaje Sucre za pomoc zbiegom i trafia do Sony.
Mahone i McGrady odłączają się od uciekinierów. Mahone wraca do pracy dla Firmy, a McGrady ucieka z ojcem do rodziny mieszkającej za granicą. L.J. zostaje szczęśliwie wymieniony za Whistlera, jednak podczas wymiany postrzelona zostaje Sofia (która wcześniej odeszła od Whistlera). Lincoln i L.J. zostają w szpitalu u jej boku, podczas gdy Michael wyrusza pomścić śmierć ukochanej Sary, zabijając jej morderczynię – Gretchen.

### Seria 4
Czwarty sezon rozpoczyna się akcją Jamesa Whistlera, który na umówionym spotkaniu zabija dwóch biznesmenów, po czym zabiera od nich przenośny dysk. Później, podczas spotkania z Mahonem i Scofieldem, wyjaśnia im znaczenie przedmiotu. Jest on bowiem jednym z sześciu kluczy do głównego komputera Firmy, a encyklopedia ptaków, którą Whistler zgubił w Panamie, zawierała informacje, jak się do niego dostać. Chwilę po tym, jak Scofield poznaje ogromną wartość dysku, spotkanie przerywa Wyatt, zabójca Firmy, który zabija Whistlera. Michael i Alex uciekają.
Tego samego dnia Michael zostaje aresztowany i przetransportowany przez agentów federalnych do biura Dona Selfa, pracownika wywiadu, który jest na tropie Firmy. Wyjaśnia Michaelowi szczegóły planowanej operacji przechwycenia urządzenia S.C.Y.L.L.A. Pomaga Scofieldowi zebrać drużynę złożoną z jego starych kumpli (Burrows, Sucre, Mahone, Bellick i T-Bag), po czym ruszają do akcji.
Po zdobyciu wszystkich sześciu kluczy bohaterowie wdzierają się do siedziby Firmy, by wykraść dysk. Dzięki porwaniu córki głównego przeciwnika – generała Jonathana Krantza – udaje im się wydostać z otoczonej przez armię uzbrojonych agentów i systemy alarmowe fortecy Firmy. Generał wysyła za nimi swoich ludzi, by odzyskali jego własność. Tuż po tym, jak S.C.Y.L.L.A. trafia do agenta Selfa, okazuje się, że był on zdrajcą, który wystawił całą ekipę i planuje samodzielnie sprzedać dysk. Do wyścigu o wielomilionowy zysk rusza także Gretchen, której znudziła się rola agentki Firmy. Ścigani przez policję, FBI i zabójców Firmy zbiegowie postanawiają odzyskać urządzenie i przekazać je władzom w zamian za uniewinnienie. Wtedy dochodzi do konfliktu między braćmi. Scofield zamierza zniszczyć Scyllę, natomiast Lincoln chce oddać ją generałowi, by ten nie ścigał więcej nikogo z ich bliskich. Rodzi się między nimi zacięta rywalizacja. Wkrótce Burrows, Self, T-Bag i Gretchen łączą siły przeciwko nowemu przeciwnikowi – Christinie Rose Scofield, matce Michaela. Jak się okazuje, poświęciła swoją rodzinę, by rozwijać karierę jako naukowiec Firmy. To ona stworzyła fundamenty programu S.C.Y.L.L.A., będącego nowoczesnym projektem broni opartej na energii słonecznej. Michael dostaje od matki propozycję współpracy, jednak nie chce angażować się w przedsięwzięcie rozpętania globalnej wojny, by móc otrzymywać profity ze Scylli. Przed wywołaniem wojny między Indiami a Chinami próbuje zatrzymać Christinę nawet sam generał Krantz. Wkrótce udaje się podłożyć bombę w jej kwaterze i bracia wchodzą w posiadanie dysku. Przed śmiercią Christina wyjawia im, że nie są biologicznymi braćmi i tylko Michael jest jej synem. Mimo to obaj nadal trzymają się razem. Wkrótce potem zostają schwytani przez agentów Firmy.
Bracia zostają przewiezieni do apartamentu generała. Krantz jest zdesperowany. Policja i kontrwywiad depczą mu po piętach, wielu ludzi zamierza go zabić, a jego kierownictwo sprowadziło Firmę do roli organizacji terrorystycznej. Żąda od Michaela zwrotu Scylli. W ostatniej chwili odbijają ich Sucre i Franklin. Skontaktował się z nimi były agent Paul Kellerman, który załatwił ułaskawienie w zamian za dostarczenie Scylli. Po ich interwencji generał zostaje aresztowany i skazany na śmierć, Christina ginie postrzelona przez Sarę, a S.C.Y.L.L.A. trafia w ręce ludzi z Rady Bezpieczeństwa ONZ.
Po wszystkim Kellerman zostaje kongresmenem. Self zostaje sparaliżowany i przewieziony do specjalnego ośrodka. Lincoln Burrows wraca do Panamy, gdzie wraz z Sofią i L.J.-em prowadzi wypożyczalnię sprzętów wodnych. Mahone, Sucre i Franklin prowadzą wreszcie normalne życie. Cztery lata później spotykają się w Panamie na grobie Michaela.
Najbardziej zdradziecka postać w całym serialu, Theodore „T-Bag” Bagwell, zostaje decyzją Kellermana odesłana do więzienia stanowego w Fox River. Twórcy potwierdzili pogłoski, jakoby sezon 4 był ostatnim, oraz że oprócz zaplanowanych 22 epizodów zostaną nakręcone dodatkowo dwa, które przybiorą formę pełnometrażowego filmu o tytule: Prison Break: The Final Break. Odcinki 4x23 i 4x24 zostały wyemitowane przez izraelską stację Yes Stars Action 27 maja 2009, która wykupiła od Foxa licencję.

## Lista odcinków
| Sezon | Sezon           | Odcinki         | Premierowa emisja Fox | Premierowa emisja Fox | Premierowa emisja Polsat (sezony 1-4) / Canal + (sezon 5) | Premierowa emisja Polsat (sezony 1-4) / Canal + (sezon 5) | Premierowa emisja Polsat (sezony 1-4) / Canal + (sezon 5) |
| Sezon | Sezon           | Odcinki         | Premiera sezonu       | Finał sezonu          | Premiera sezonu                                           | Finał sezonu                                              |                                                           |
| ----- | --------------- | --------------- | --------------------- | --------------------- | --------------------------------------------------------- | --------------------------------------------------------- | --------------------------------------------------------- |
|       | 1               | 22              | 29 sierpnia 2005      | 15 maja 2006          | 28 stycznia 2007                                          | 4 czerwca 2007                                            |                                                           |
|       | 2               | 22              | 21 sierpnia 2006      | 2 kwietnia 2007       | 9 września 2007                                           | 25 listopada 2007                                         |                                                           |
|       | 3               | 13              | 17 września 2007      | 18 lutego 2008        | 7 września 2008                                           | 30 listopada 2008                                         |                                                           |
|       | 4               | 24              | 1 września 2008       | 15 maja 2009          | 6 września 2009                                           | 9 maja 2010                                               |                                                           |
|       | The Final Break | The Final Break | 24 maja 2009          | 24 maja 2009          | 16 maja 2010                                              | 24 maja 2010                                              |                                                           |
|       | 5               | 9               | 4 kwietnia 2017       | 30 maja 2017          | 14 kwietnia 2017                                          | 9 czerwca 2017                                            |                                                           |

## Daty emisji

### Stany Zjednoczone
Początkowo planowano nakręcenie 13 odcinków, które wyemitowano od 29 sierpnia 2005 do 28 listopada 2005 r., jednakże wraz z sukcesem serialu zaczęto kręcić kolejne odcinki. Ich emisja rozpoczęła się 20 marca 2006 r. i trwała do 15 maja 2006 r. Druga seria zapoczątkowana 21 sierpnia 2006 r., 13 odcinek został wyemitowany 27 listopada 2006, po którym nastąpiła 2-miesięczna przerwa. Od 22 stycznia 2007 emitowane były kolejne odcinki, aż do kończącego drugą serię 22 odcinka (2 kwietnia 2007). Od 17 września 2007 w USA była emitowana trzecia seria. 18 lutego 2008 r. wyemitowano ostatni trzynasty odcinek trzeciej serii. 1 września 2008 r. w USA został wyemitowany pierwszy odcinek czwartej serii Prison Break. Odcinki kończące czwartą serię wyemitowano 15 maja 2009 r. Dodatek Prison Break: The Final Break pokazała izraelska stacja 24 maja 2009 r.

### Polska
Emisja serialu rozpoczęła się 28 stycznia 2007 w Polsacie pod tytułem Skazany na śmierć. Nadano dwa odcinki, które obejrzała duża liczba widzów – 7 milionów, co jest rekordem wśród amerykańskich seriali emitowanych w Polsce. Kolejne odcinki były emitowane co niedzielę o godz. 20.00. W poniedziałek 4 czerwca 2007 wyemitowano trzy finałowe odcinki pierwszej serii. Emisja drugiej serii rozpoczęła się 9 września 2007 i trwała do 25 listopada 2007 – co niedzielę wyświetlane były dwa (a nie jak uprzednio jeden) odcinki serialu. Wyjątek stanowiły dwa ostatnie odcinki 2 serii. Odcinek „Fin Del Camino” wyemitowano 18 listopada, a odcinek „Sona” tydzień później. Seria druga była również dostępna w platformie cyfrowej n, tydzień przed premierą telewizyjną (także po dwa odcinki). Również 3 sezon serialu dostępny był w n przed polską premierą telewizyjną. 7 września 2008 r. w Polsacie został wyemitowany pierwszy odcinek 3. serii, a 30 listopada – ostatni. 4 seria serialu emitowana jest od 30 sierpnia na platformie n w kolekcji nSeriale, a w tydzień później – 6 września o godzinie 20:00 przez telewizję Polsat. 1 stycznia 2019 roku serial pojawił się na Netflixie. Emisję 5-ego sezonu telewizja Polsat rozpoczęła 2 lipca 2019 roku. Produkcję pokazywano w późnych godzinach nocnych (ok. 1/2 w nocy).
Lektorem serialu w Polsacie jest Stanisław Olejniczak, w Canal+ lektorem piątego sezonu był Jarosław Łukomski

## Obsada

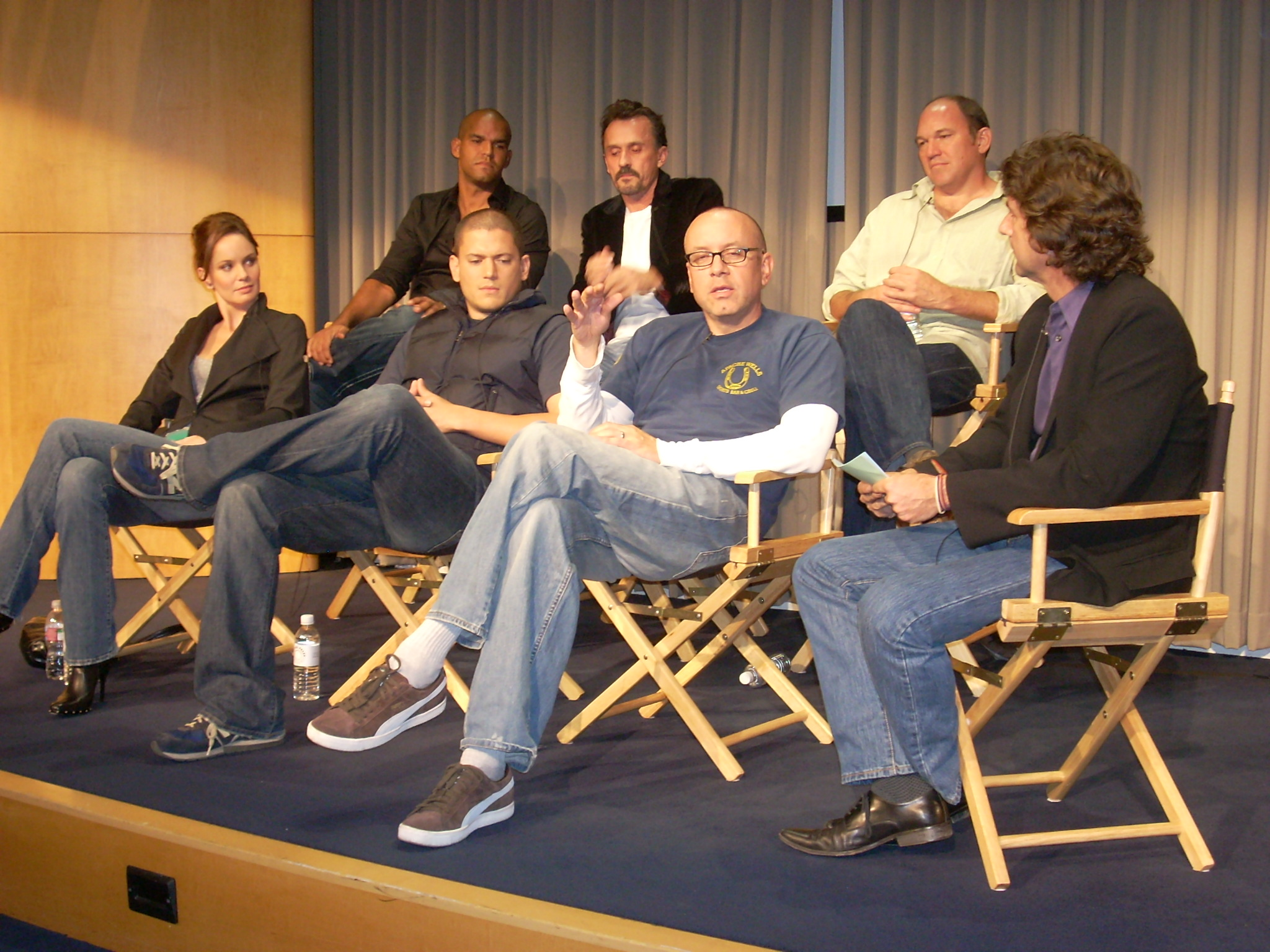
Część ekipy serialu. Z przodu siedzą: Sarah Wayne Callies, Wentworth Miller, Matt Olmstead (producent wykonawczy). Z tyłu siedzą: Amaury Nolasco, Robert Knepper i Wade Williams.

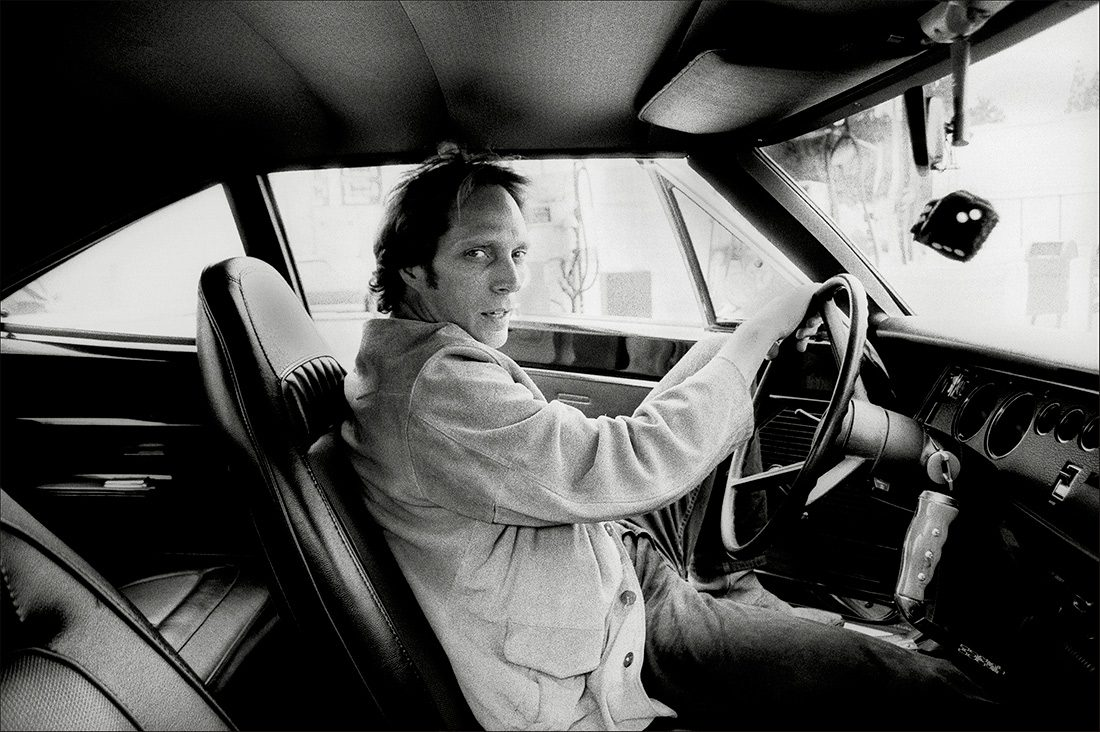
William Fichtner, aktor wcielający się w postać Alexa Mahone’a

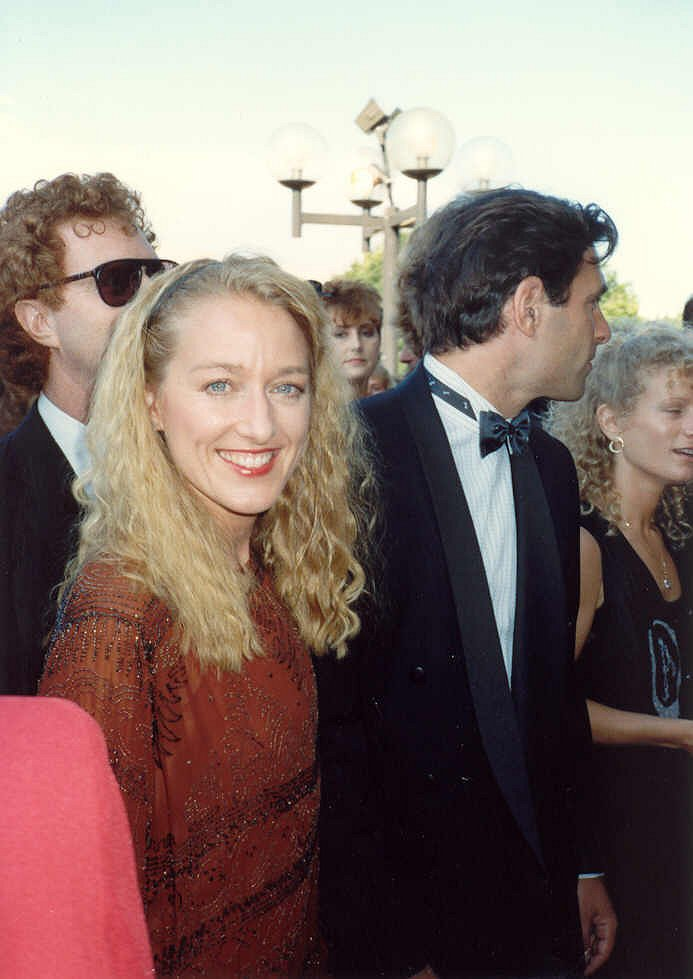
Patricia Wettig, odtwórczyni roli Caroline Reynolds

| Aktor                   | Postać                     | Sezony        |
| ----------------------- | -------------------------- | ------------- |
| Wentworth Miller        | Michael Scofield           | 1, 2, 3, 4, 5 |
| Dominic Purcell         | Lincoln Burrows            | 1, 2, 3, 4, 5 |
| Sarah Wayne Callies     | Sara Tancredi              | 1, 2, 3, 4, 5 |
| Paul Adelstein          | Paul Kellerman             | 1, 2, 4, 5    |
| Amaury Nolasco          | Fernando Sucre             | 1, 2, 3, 4, 5 |
| Wade Williams           | Brad Bellick               | 1, 2, 3, 4    |
| Robert Knepper          | Theodore „T-Bag” Bagwell   | 1, 2, 3, 4, 5 |
| Rockmond Dunbar         | Benjamin „C-Note” Franklin | 1, 2, 4, 5    |
| Robin Tunney            | Veronica Donovan           | 1, 2          |
| Stacy Keach             | Henry Pope                 | 1, 2          |
| Peter Stormare          | John Abruzzi               | 1, 2          |
| Marshall Allman         | L.J. Burrows               | 1, 2, 3, 4    |
| Anthony Denison         | Aldo Burrows               | 1, 2          |
| Camille Guaty           | Maricruz Delgado           | 1, 2, 3       |
| Matt DeCaro             | Roy Geary                  | 1, 2          |
| Joseph Nunez            | Manche Sanchez             | 1, 2          |
| Muse Watson             | Charles Westmoreland       | 1, 4          |
| Frank Grillo            | Nick Savrinn               | 1             |
| Danny McCarthy          | Daniel Hale                | 1             |
| William Fichtner        | Alexander Mahone           | 2, 3, 4       |
| Leon Russom             | Jonathan Krantz/Generał    | 2, 3, 4       |
| Reggie Lee              | Bill Kim                   | 2             |
| Patricia Wettig         | Caroline Reynolds          | 1, 2          |
| Lane Garrison           | David „Tweener” Apolskis   | 1, 2          |
| Carlo Alban             | Luis „McGrady” Gallego     | 3             |
| John Heard              | Frank Tancredi             | 1, 2          |
| Silas Weir Mitchell     | Charles Patoshik           | 1, 2, 3       |
| Holly Valance           | Nika Volek                 | 1, 2          |
| Jodi Lyn O’Keefe        | Gretchen Morgan            | 3, 4          |
| Chris Vance             | James Whistler             | 3, 4          |
| Danay García            | Sofia Lugo                 | 3, 4          |
| Robert Wisdom           | Lechero                    | 3             |
| Laurence Mason          | Sammy                      | 3             |
| Michael Rapaport        | Donald „Don” Self          | 4             |
| Cress Williams          | Wyatt Mathewson            | 4             |
| James Hiroyuki Liao     | Roland Glenn               | 4             |
| Steve Tom               | Stuart Tuxhorn             | 4             |
| Jude Ciccolella         | Howard Scuderi             | 4             |
| Cynthia Kaye McWilliams | Kacee Franklin             | 1, 2          |
| Helena Klevorn          | Dede Franklin              | 1, 2          |
| Barbara Eve Harris      | Felicia Lang               | 2, 3, 4       |
| Kim Coates              | Richard „Dick” Sullins     | 2, 3, 4       |
| Jason Davis             | Mark Wheeler               | 2, 4          |
| Wilbur Fitzgerald       | Bruce Bennett              | 2, 4          |
| Rachel Loera            | Theresa Delgado            | 2, 4          |
| Crystal Mantecon        | Carmelita/Mary Francis     | 3, 4          |
| Gustavo Mellado         | Alphonso Gallego           | 3             |
| Callie Thorne           | Pamela Mahone              | 2, 4          |
| Shannon Lucio           | Miriam Hultz               | 4             |
| Stacy Haiduk            | Lisa Tabak                 | 4             |
| Ron Yuan                | Feng Huan                  | 4             |
| Kathleen Quinlan        | Christina Scofield         | 4             |
| Ted King                | Downey                     | 4             |

## Oglądalność w Polsce
| Seria I          | Seria I          | Seria I   | Seria II         | Seria II             | Seria II  | Seria III        | Seria III            | Seria III | Seria IV (wiek 16-49) | Seria IV (wiek 16-49) | Seria IV (wiek 16-49) |
| Odc.             | Data             | Widownia  | Odc.             | Data                 | Widownia  | Odc.             | Data                 | Widownia  | Odc.                  | Data                  | Widownia              |
| 1                | 28 stycznia 2007 | 6 943 808 | 1                | 9 września 2007      | 3 661 119 | 1                | 7 września 2008      | 2 730 336 | 1                     | 6 września 2009       | 2 625 031             |
| 2                | 28 stycznia 2007 | 6 942 087 | 2                | 9 września 2007      | 4 035 785 | 2                | 14 września 2008     | 2 780 365 | 2                     | 13 września 2009      | 2 579 628             |
| 3                | 4 lutego 2007    | 5 343 237 | 3                | 16 września 2007     | 3 696 559 | 3                | 21 września 2008     | 3 223 733 | 3                     | 20 września 2009      | 2 662 504             |
| 4                | 11 lutego 2007   | 5 465 375 | 4                | 16 września 2007     | 4 261 610 | 4                | 28 września 2008     | 2 579 600 | 4                     | 27 września 2009      | 2 771 992             |
| 5                | 18 lutego 2007   | 5 340 458 | 5                | 23 września 2007     | 3 774 496 | 5                | 5 października 2008  | 2 904 298 | 5                     | 4 października 2009   | 2 858 691             |
| 6                | 25 lutego 2007   | 9 055 410 | 6                | 23 września 2007     | 4 003 558 | 6                | 12 października 2008 | 2 668 900 | 6                     | 11 października 2009  | 2 671 293             |
| 7                | 4 marca 2007     | 5 182 720 | 7                | 30 września 2007     | 3 771 659 | 7                | 19 października 2008 | 2 917 220 | 7                     | 18 października 2009  | 2 445 713             |
| 8                | 11 marca 2007    | 4 543 678 | 8                | 30 września 2007     | 3 954 990 | 8                | 26 października 2008 | 2 415 470 | 8                     | 25 października 2009  | 2 707 813             |
| 9                | 18 marca 2007    | 4 744 473 | 9                | 7 października 2007  | 4 310 971 | 9                | 2 listopada 2008     | 3 315 216 | 9                     | 1 listopada 2009      | 2 491 373             |
| 10               | 25 marca 2007    | 4 178 008 | 10               | 7 października 2007  | 4 467 488 | 10               | 9 listopada 2008     | 2 409 290 | 10                    | 8 listopada 2009      | 2 522 047             |
| 11               | 1 kwietnia 2007  | 4 081 947 | 11               | 14 października 2007 | 4 029 626 | 11               | 16 listopada 2008    | 2 768 210 | 11                    | 15 listopada 2009     | 2 546 391             |
| 12               | 8 kwietnia 2007  | 3 948 818 | 12               | 14 października 2007 | 4 244 107 | 12               | 23 listopada 2008    | 2 800 170 | 12                    | 22 listopada 2009     | 2 865 756             |
| 13               | 15 kwietnia 2007 | 3 554 837 | 13               | 21 października 2007 | 4 020 309 | 13               | 30 listopada 2008    | 2 854 530 | 13                    | 29 listopada 2009     | 2 464 512             |
| 14               | 22 kwietnia 2007 | 3 824 587 | 14               | 21 października 2007 | 4 224 457 |                  |                      |           | 14                    | 28 lutego 2010        | 2 119 034             |
| 15               | 29 kwietnia 2007 | 3 622 422 | 15               | 28 października 2007 | 4 099 477 | 15               | 7 marca 2010         | 2 173 019 |                       |                       |                       |
| 16               | 6 maja 2007      | 3 500 690 | 16               | 28 października      | 4 207 467 | 16               | 14 marca 2010        | 2 064 597 |                       |                       |                       |
| 17               | 13 maja 2007     | 2 822 385 | 17               | 4 listopada 2007     | 4 558 999 | 17               | 21 marca 2010        | 1 987 761 |                       |                       |                       |
| 18               | 20 maja 2007     | 2 888 293 | 18               | 4 listopada 2007     | 4 806 723 | 18               | 28 marca 2010        | 2 102 883 |                       |                       |                       |
| 19               | 27 maja 2007     | 3 163 584 | 19               | 11 listopada 2007    | 4 346 633 | 19               | 4 kwietnia 2010      | 1 780 724 |                       |                       |                       |
| 20               | 4 czerwca 2007   | 4 570 488 | 20               | 11 listopada 2007    | 4 363 948 | 20               | 25 kwietnia 2010     | 1 872 653 |                       |                       |                       |
| 21               | 4 czerwca 2007   | 4 504 933 | 21               | 18 listopada 2007    | 4 773 897 | 21               | 2 maja 2010          | 1 636 951 |                       |                       |                       |
| 22               | 4 czerwca 2007   | 4 058 989 | 22               | 25 listopada 2007    | 4 580 280 | 22               | 9 maja 2010          | 1 699 948 |                       |                       |                       |
|                  |                  |           |                  |                      |           | 23               | 16 maja 2010         | 1 942 103 |                       |                       |                       |
| 24               | 23 maja 2010     | 1 801 219 |                  |                      |           |                  |                      |           |                       |                       |                       |
| średnia widownia | średnia widownia | 4 579 238 | średnia widownia | średnia widownia     | 4 191 713 | średnia widownia | średnia widownia     | 2 797 488 | średnia widownia      | średnia widownia      | 2 316 924             |

Dane: AGB Nielsen Media Research